# Greigia
Genre
Classification phylogénétique
Greigia est un genre de plantes de la famille des Bromeliaceae que l'on rencontre dans les régions montagneuses depuis le Mexique jusqu'au Chili.

## Taxonomie
Il porte le nom du major général Samuel Alexeivich Greig, président de la Société d'Horticulture russe en 1865.

## Description
Ce genre a la particularité chez les Broméliacées de ne pas mourir après la floraison mais au contraire de refleurir sur la même tige.

## Espèces
- Greigia alborosea (Grisebach) Mez
- Greigia aristeguietae L.B. Smith
- Greigia atrobrunnea H. Luther
- Greigia atrocastanea H. Luther
- Greigia berteroi Skottsberg
- Greigia cochabambae H. Luther
- Greigia collina L.B. Smith
- Greigia columbiana L.B. Smith
  - var. subinermis L.B. Smith
- Greigia danielii L.B. Smith
- Greigia exserta L.B. Smith
- Greigia juareziana L.B. Smith
- Greigia kessleri H. Luther
- Greigia landbeckii (Lechler ex Philippi) Philippi
- Greigia leymebambana H. Luther
- Greigia macbrideana L.B. Smith
- Greigia mulfordii L.B. Smith
  - var. macrantha L.B. Smith
- Greigia nubigena L.B. Smith
- Greigia oaxacana L.B. Smith
- Greigia ocellata L.B. Smith & Steyermark
- Greigia pearcei Mez
- Greigia racinae L.B. Smith
- Greigia raporum H. Luther
- Greigia rohwederi L.B. Smith
- Greigia sanctae-martae L.B. Smith
- Greigia sodiroana Mez
- Greigia sphacelata (Ruiz & Pavón) Regel
- Greigia stenolepis L.B. Smith
- Greigia steyermarkii L.B. Smith
- Greigia sylvicola Standley
- Greigia tillettii L.B. Smith & R.W. Read
- Greigia van-hyningii L.B. Smith
- Greigia vilcabambae H. Luther
- Greigia vulcanica  André